# Heinrich Frey
Johann Friedrich Heinrich Konrad Frey, född 15 juni 1822 i Frankfurt am Main, död 17 januari 1890, var en schweizisk zoolog och anatom.
Frey var professor i zoologi i Zürich. Han utgav bland annat Beiträge zur Kenntnis wirbelloser Tiere (1847, tillsammans med Rudolf Leuckart), Grundzüge der Histologie (1859) och Die Lepidopteren der Schweiz (1880).